# Balanoglossus apertus
Balanoglossus apertus är en djurart som tillhör fylumet svalgsträngsdjur, och som först beskrevs av Spengel 1893.  Balanoglossus apertus ingår i släktet Balanoglossus och familjen Ptychoderidae. Inga underarter finns listade i Catalogue of Life.